# Fluss-Seeschiff

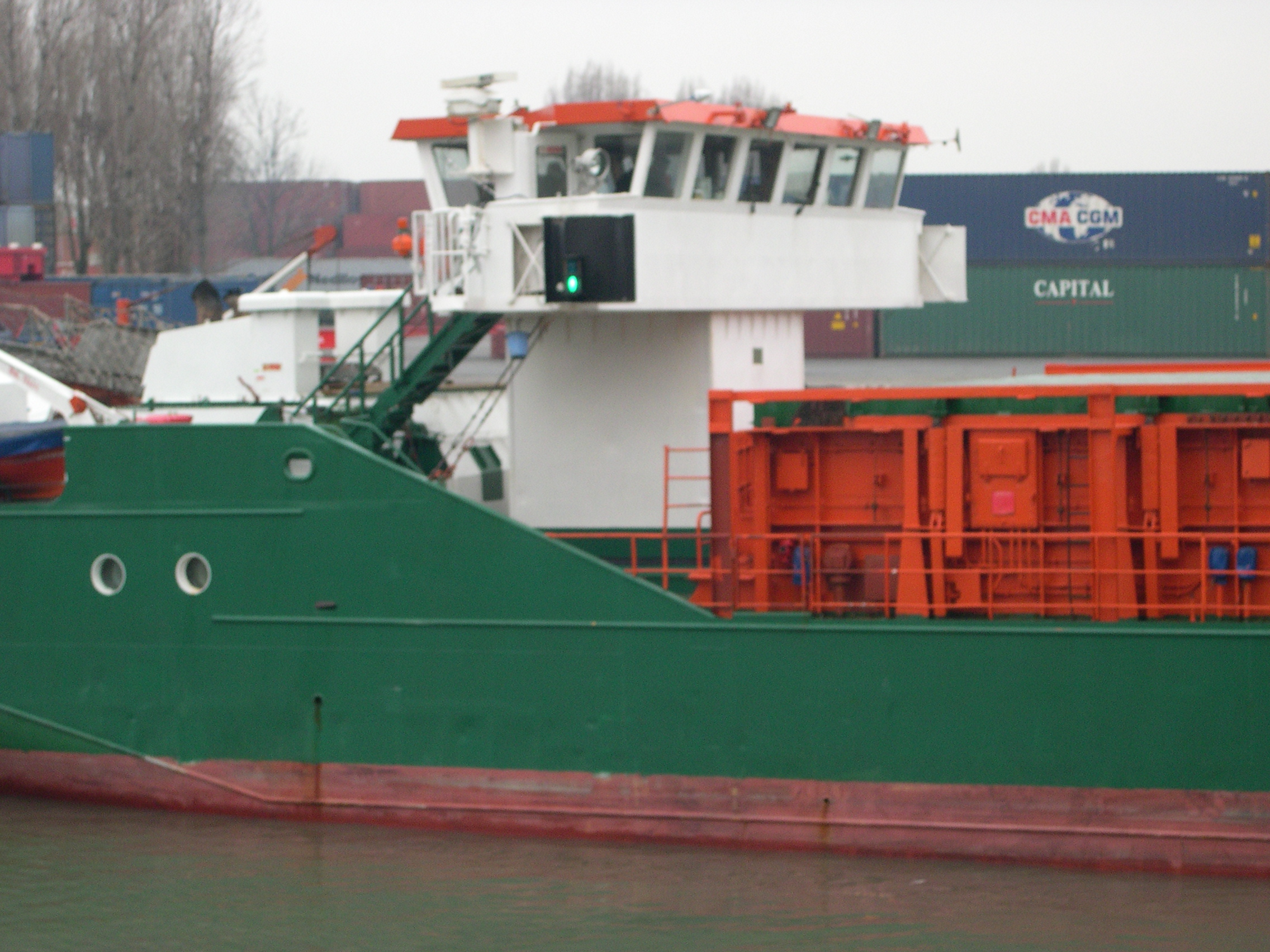
"Seeschlange" mit Hubbrücke

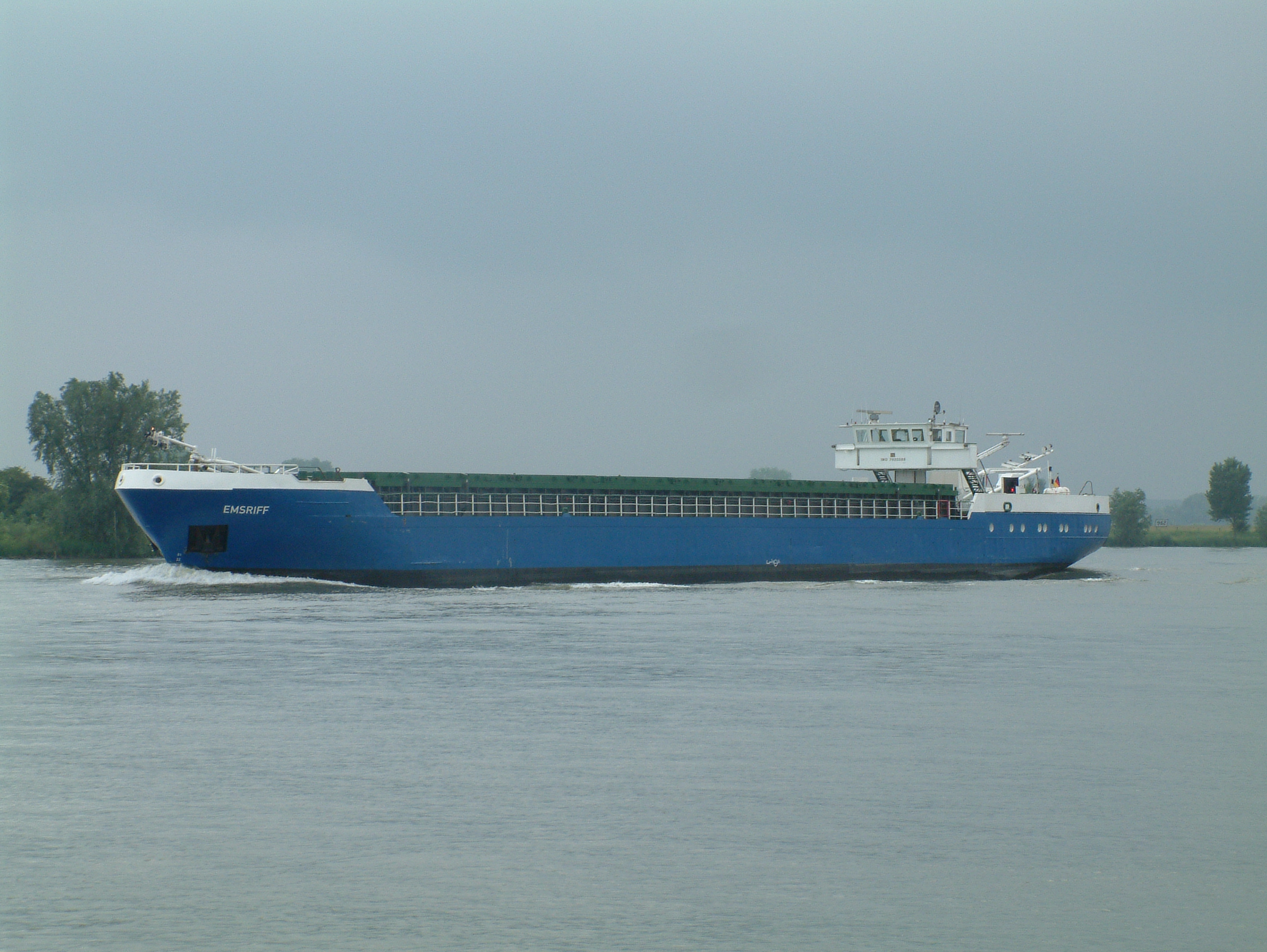
Fluss-Seeschiff Emsriff

Als Fluss-Seeschiff oder Rhein-See-Schiff (englisch Sea-river coaster) bezeichnet man einen speziellen Schiffstyp, der im späten 19. Jahrhundert entwickelt wurde.

## Beschreibung
Ausgehend von speziell für bestimmte Routen konstruierten Schiffstypen wie dem Flatiron Collier entwickelte sich bis in die 1970er Jahre ein neuer Schiffstyp als Modifikation eines Küstenmotorschiffes, das Fluss-Seeschiff. Diese bis heute verwendeten Schiffe können sowohl in der Küstenschifffahrt, insbesondere in der sogenannten England- und Iberischen Küstenfahrt, als auch in der Binnenschifffahrt eingesetzt werden. Im Unterschied zu reinen Seeschiffen und Küstenmotorschiffen kann beim Fluss-See-Schiff auch die Kommandobrücke mit hydraulischer Hilfe mittels Hubzylindern herauf- und heruntergefahren werden, sodass eine Passage niedriger Brücken auf Binnenrevieren möglich ist.
Als Sonderfall gilt der Typ des Rhein-See-Schiffs, da der gut ausgebaute Fluss auch den Betrieb von Schiffen mit einem einzelnen Aufbaudeck erlaubt. Die Ausmaße dieser Schiffe unterscheiden sich damit also erheblich von denen der Binnenschiffe. Erstere sind teils kürzer, dafür aber wesentlich breiter und weisen meist einen größeren Tiefgang auf. Weitere Unterschiede zu einem Binnenschiff bestehen darin, dass sie im abgeladenen Zustand über ein höheres Freibord von 0,5 bis 2 Metern verfügen, sowie in der seefesten Konstruktion, die auch den härteren Bedingungen auf See standhalten muss. Die ersten Schiffe dieses Typs wurden 1935 für die Reederei Franz Haniel in Duisburg gebaut.
Fluss-See-Schiffe werden als Bulker, Containerschiffe (Feederschiffe) oder Tanker gebaut.